# Campionati mondiali giovanili di nuoto 2017
La sesta edizione dei Campionati mondiali giovanili di nuoto si è svolta a Indianapolis dal 23 al 28 agosto 2017. Alla competizione hanno partecipato nuotatori di età compresa tra i 15-18 anni e nuotatrici di 14-17 anni. Hanno altresì potuto partecipare non più di 2 nuotatori per federazione ed evento.

## Medagliere
| Pos.   | Paese         | Oro | Argento | Bronzo | Totale |
| ------ | ------------- | --- | ------- | ------ | ------ |
| 1      | Stati Uniti   | 12  | 13      | 7      | 32     |
| 2      | Canada        | 7   | 5       | 3      | 15     |
| 3      | Giappone      | 6   | 4       | 6      | 16     |
| 4      | Ungheria      | 5   | 8       | 3      | 16     |
| 5      | Spagna        | 3   | 1       | 2      | 6      |
| 6      | Russia        | 2   | 4       | 7      | 13     |
| 7      | Italia        | 2   | 1       | 2      | 5      |
| 8      | Argentina     | 2   | 1       | 0      | 3      |
| 9      | Gran Bretagna | 2   | 0       | 2      | 4      |
| 10     | Irlanda       | 1   | 1       | 1      | 3      |
| 11     | Germania      | 1   | 0       | 0      | 1      |
| 12     | Polonia       | 0   | 1       | 1      | 2      |
| 12     | Francia       | 0   | 1       | 1      | 2      |
| 14     | Svezia        | 0   | 1       | 0      | 1      |
| 15     | Australia     | 0   | 0       | 4      | 4      |
| 16     | Serbia        | 0   | 0       | 1      | 1      |
| 16     | Romania       | 0   | 0       | 1      | 1      |
| Totale | Totale        | 43  | 41      | 42     | 126    |

## Podi

### Uomini
| Evento               | Oro | Tempo    | Argento | Tempo    | Bronzo                                                                                    | Tempo    |
| Stile libero         | |          | |          |                                                                                           |          |
| 50 m                 | Michael Andrew                                                                                                  | 21"75    | Maxime Grousset | 22"25    | Leonardo Deplano                                                                          | 22"31    |
| 100 m                | Ivan Girev | 48"33    | Nándor Németh | 48"95    | Matthew Willenbring                                                                       | 49"17    |
| 200 m                | Ivan Girev | 1'46"40  | Nándor Németh | 1'46"79  | Elijah Winnington                                                                         | 1'46"81  |
| 400 m                | Andrew Abruzzo                                                                                                  | 3'49"19  | Balazs Hollo | 3'49"97  | Trey Freeman III                                                                          | 3'50"14  |
| 800 m                | Andrew Abruzzo                                                                                                  | 7'54"58  | David Lakatos | 7'56"81  | Michael Brinegar                                                                          | 7'57"22  |
| 1500 m               | Andrew Abruzzo                                                                                                  | 15'06"48 | Michael Brinegar                                                                                                   | 15'09"00 | Iaroslav Potapov                                                                          | 15'09"18 |
| Dorso                | |          | |          |                                                                                           |          |
| 50 m                 | Michael Andrew                                                                                                  | 24"63    | Hugo González | 25"30    | Kacper Stokowski                                                                          | 25"38    |
| 100 m                | Hugo González                                                                                                   | 54"27    | Connor Ferguson | 54"51    | Daniel Martin                                                                             | 54"55    |
| 200 m                | Hugo González                                                                                                   | 1'56"69  | Carson Foster | 1'57"87  | Nikita Tretyakov                                                                          | 1'58"72  |
| Rana                 | |          | |          |                                                                                           |          |
| 50 m                 | Nicolò Martinenghi                                                                                              | 27"10    | Alessandro Pinzuti                                                                                                 | 27"19    | Michael Andrew                                                                            | 27"39    |
| 100 m                | Nicolò Martinenghi                                                                                              | 59"58    | Reece Whitley | 1'00"08  | Michael Andrew                                                                            | 1'00"37  |
| 200 m                | Daniel Roy | 2'10"77  | Reece Whitley | 2'10"82  | Zac Stubblety-Cook                                                                        | 2'10"90  |
| Farfalla             | |          | |          |                                                                                           |          |
| 50 m                 | Michael Andrew                                                                                                  | 23"22    | Andrei Minakov | 23"53    | Kristóf Milák                                                                             | 23"72    |
| 100 m                | Kristóf Milák                                                                                                   | 51"08    | Egor Kuimov | 51"16    | Andrei Minakov                                                                            | 51"84    |
| 200 m                | Kristóf Milák                                                                                                   | 1'53"87  | Yuya Sakamoto | 1'57"05  | Antani Ivanov                                                                             | 1'57"54  |
| Misti                | |          | |          |                                                                                           |          |
| 200 m                | Johannes Hintze                                                                                                 | 1'59"03  | Kieran Smith | 1'59"56  | Marton Barta                                                                              | 2'00"14  |
| 400 m                | Hugo González                                                                                                   | 4'14"65  | Marton Barta | 4'15"65  | Balazs Hollo                                                                              | 4'16"78  |
| Staffette            | |          | |          |                                                                                           |          |
| 4x100 m stile libero | Ungheria Kristóf Milák Marton Barta Richard Marton Nándor Németh David Lakatos*                                 | 3'17"99  | Polonia Karol Ostrowski Bartosz Piszczorowicz Kacper Stokowski Jakub Kraska Antoni Kaluzynski*                     | 3'18"53  | Australia Jordan Brunt Zachary Attard Samuel Wendt Elijah Winnington                      | 3'18"55  |
| 4x200 m stile libero | Ungheria Richard Marton Kristóf Milák Balasz Hollo Nándor Németh Akos Kalmar* Marton Barta* David Lakatos*      | 7'10"95  | Stati Uniti Patrick Callan Jack Le Vant Carson Foster Trey Freeman III Cody Bybee* Drew Kibler*                    | 7'10"96  | Russia Ivan Girev Petr Zhikharev Maksim Aleksandrov Martin Maljutin Mikhail Bocharnikov*  | 7'11"39  |
| 4x100 m misti        | Stati Uniti Drew Kibler Reece Whitley Cody Bybee Matthew Willenbring Carson Foster* Daniel Roy* Patrick Callan* | 3'36"15  | Russia Nikita Tretyakov Evgenii Somov Egor Kuimov Ivan Girev Vladislav Gerasimentko* Andrei Minakov* Gleb Karasev* | 3'36"30  | Italia Thomas Ceccon Nicolò Martinenghi Federico Burdisso Davide Nadini Alberto Razzetti* | 3'36"44  |

### Donne
| Evento               | Oro                                                                          | Tempo    | Argento | Tempo    | Bronzo                                                                                    | Tempo    |
| Stile libero         |                                                                              |          | |          |                                                                                           |          |
| 50 m                 | Rikako Ikee                                                                  | 24"59    | Grace Ariola | 24"82    | Sayuki Ouchi                                                                              | 25"07    |
| 100 m                | Freya Anderson                                                               | 53"88    | Rikako Ikee | 54"16    | Kayla Sanchez                                                                             | 54"44    |
| 200 m                | Taylor Ruck                                                                  | 1'57"08  | Ajna Késely | 1'57"10  | Irina Krivonogova                                                                         | 1'58"51  |
| 400 m                | Ajna Késely                                                                  | 4'06"72  | Delfina Pignatiello                                                                                                   | 4'08"33  | Anastasiia Kirpichnikova                                                                  | 4'08"73  |
| 800 m                | Delfina Pignatiello                                                          | 8'25"22  | Ajna Késely | 8'30"62  | Agueda Cons Gestido                                                                       | 8'30"85  |
| 1500 m               | Delfina Pignatiello                                                          | 15'59"51 | Ajna Késely | 16'15"68 | Agueda Cons Gestido                                                                       | 16'17"84 |
| Dorso                |                                                                              |          | |          |                                                                                           |          |
| 50 m                 | Jade Hannah Natsumi Sakai                                                    | 27"93    | non assegnato | -        | Jade Hannah                                                                               | 28"11    |
| 100 m                | Regan Smith                                                                  | 59"11    | Taylor Ruck | 59"23    | Jade Hannah                                                                               | 59"62    |
| 200 m                | Regan Smith                                                                  | 2'07"45  | Alexandra Sumner | 2'09"04  | Natsumi Sakai                                                                             | 2'09"34  |
| Rana                 |                                                                              |          | |          |                                                                                           |          |
| 50 m                 | Emily Weiss                                                                  | 30"78    | Faith Knelson | 30"91    | Mona McSharry                                                                             | 30"97    |
| 100 m                | Mona McSharry                                                                | 1'07"10  | Faith Knelson | 1'07"47  | Zoe Bartel                                                                                | 1'07"63  |
| 200 m                | Zoe Bartel                                                                   | 2'25"68  | Ella Nelson | 2'27"04  | Annabel Guye-Johnson                                                                      | 2'27"42  |
| Farfalla             |                                                                              |          | |          |                                                                                           |          |
| 50 m                 | Rikako Ikee                                                                  | 25"46    | Sara Junevik | 26"18    | Rebecca Smith                                                                             | 26"22    |
| 100 m                | Rikako Ikee                                                                  | 57"25    | Rebecca Smith | 58"07    | Suzuka Hasegawa                                                                           | 58"60    |
| 200 m                | Emily Large                                                                  | 2'07"74  | Suzuka Hasegawa | 2'08"29  | Keanna MacInnes                                                                           | 2'09"64  |
| Misti                |                                                                              |          | |          |                                                                                           |          |
| 200 m                | Miku Kojima                                                                  | 2'12"42  | Kayla Sanchez | 2'12"64  | Cyrielle Duhamel                                                                          | 2'13"31  |
| 400 m                | Miku Kojima                                                                  | 4'39"14  | Anna Sasaki | 4'40"99  | Anja Crevar                                                                               | 4'42"24  |
| Staffette            |                                                                              |          | |          |                                                                                           |          |
| 4x100 m stile libero | Canada Taylor Ruck Penny Oleksiak Rebecca Smith Kayla Sanchez Faith Knelson* | 3'36"19  | Stati Uniti Lucie Nordmann Alex Walsh Julia Cook Grace Ariola Kate Douglass* Kelly Pash*                              | 3'39"69  | Giappone Sayuki Ouchi Miku Kojima Rikako Ikee Natsumi Sakai Anna Sasaki*'                 | 3'40"59  |
| 4x200 m stile libero | Canada Kayla Sanchez Penny Oleksiak Rebecca Smith Taylor Ruck Mabel Zavaros* | 7'51"47  | Russia Irina Krivonogova Polina Nevmovenko Vasilissa Buinaia Anastasiia Kirpichnikova Katarina Milutinovich*          | 7'57"33  | Giappone Waka Kobori Rikako Ikee Sayuki Ouchi Suzuka Hasegawa                             | 8'02"09  |
| 4x100 m misti        | Canada Jade Hannah Faith Knelson Penny Oleksiak Taylor Ruck Kayla Sanchez*   | 3'58"38  | Stati Uniti Regan Smith Zoe Bartel Lucie Nordmann Grace Ariola Alexandra Sumnes* Emily Weiss* Kelly Pash* Alex Walsh* | 3'59"19  | Giappone Natsumi Sakai Miku Kojima Rikako Ikee Sayuki Ouchi Suzuka Hasegawa* Anna Sasaki* | 3'59"97  |

### Gare miste
| Evento               | Oro                                                                                           | Tempo   | Argento | Tempo   | Bronzo | Tempo   |
| Staffette            |                                                                                               |         | |         | |         |
| 4x100 m stile libero | Canada Ruslan Gaziev Alexander Pratt Taylor Ruck Penny Oleksiak                               | 3'26"65 | Stati Uniti Daniel Krueger Matthew Willenbring Lucie Nordmann Grace Ariola Amalie Fackenthal* Kelly Pash*              | 3'28"17 | Australia Elijah Winnington Jordan Brunt Jemima Horwood Eliza King Zachary Attard*                                                       | 3'28"57 |
| 4x100 m misti        | Canada Taylor Ruck Gabe Mastromatteo Penny Oleksiak Ruslan Gaziev Jade Hannah* Mabel Zavaros* | 3'46"36 | Stati Uniti Regan Smith Reece Whitley Nicolas Alberio Grace Ariola Lucie Nordmann* Daniel Roy* Cody Bybee* Julia Cook* | 3'46"80 | Russia Polina Egorova Evgenii Somov Egor Kuimov Vasilissa Buinaia Anastasiia Avdeeva* Vladislav Gerasimenko* Sofya Lobova* Gleb Karasev* | 3'48"32 |

* Nuotatori che hanno gareggiato solamente in batteria.